# 上台站
上台站（韓語：상대역）是朝鮮民主主義人民共和國两江道金正淑郡上台里的一個鐵路車站，属于北部内陆线。

## 历史
- 1987年11月27日，落成使用。

## 邻近车站
北部内陆线
丰阳站 - 上台站 - 仁山站